# Карл Тарентский
Карл Анжуйский (фр. Charles d'Anjou; 1296 — 29 августа 1315, Монтекатини-Альто, Тоскана) — старший сын и наследник Филиппа I Тарентского от первого брака с Тамарой Ангелиной Комниной.

## Биография
2 февраля 1309 в Фивах помолвлен с Матильдой де Эно, наследницей княжества Ахейского, дабы прекратить соперничество за это владение между Анжуйской династией и потомками Виллардуэнов. В 1313 помолвка была расторгнута, и в ходе серии матримониальных комбинаций, когда Матильда была выдана за Луи Бургундского, а Филипп I женился на Екатерине де Валуа, Карл был помолвлен с сестрой своей мачехи Жанной де Валуа.
В 1315 вместе с отцом выступил на помощь дяде, Пьеру Гравинскому, и флорентийским гвельфам, сражавшимся с пизанскими гибеллинами Угуччоне делла Фаджолы, и погиб в битве при Монтекатини, где гвельфы потерпели сокрушительное поражение.
Тело Карла было обнаружено рядом с трупом сына Угуччоне, Франческо, и современники предполагали, что они убили друг друга. Пизанский дворянин Раньери делла Герардеска, который поклялся, что не будет посвящён в рыцари, пока не отомстит анжуйцам за смерть своего отца, обезглавленного Карлом I в 1268 вместе с Конрадином, принял посвящение, поставив ногу на труп Карла Тарентского.
Гибель Карла и Пьера Гравинского оплакивали в средневековой балладе I reali di Napoli nella rotta di Montecatini («принцы Неаполя на пути в Монтекатини»), изданной Джозуэ Кардуччи в сборнике «Стихи Чино да Пистойи и других авторов XIV века».